# نيناد فاسيتش
نيناد فاسيتش هو لاعب كرة قدم صربي في مركز الهجوم، ولد في 28 يوليو 1979 في Trstenik, Serbia ‏ في صربيا. لعب مع ملادوست لوتشاني ونابريداك كروشيفاتس ونادي سيليكس ونادي ياغودينا.